# Seone Mendez
Seone Mendez (nació el 15 de mayo de 1999) es una tenista australiano de origen argentino.
Mendez tiene un ranking de individuales WTA más alto de su carrera, No. 206, logrado el 18 de octubre de 2021. También tiene un ranking WTA más alto de su carrera, No. 304 en dobles, logrado el 20 de septiembre de 2020.
Mendez hizo su debut en el cuadro principal de la WTA en el Winners Open de 2021 , donde se clasificó para el cuadro principal, derrotando a Irina Fetecău en la ronda de clasificación final.
Su padre fue el futbolista Gabriel Mendez.